# Залем (Лауэнбург)
Залем (нем. Salem) — община в Германии, районный центр, расположен в земле Шлезвиг-Гольштейн.
Входит в состав района Герцогство Лауэнбург. Подчиняется управлению Лауэнбургише Зеен. Население составляет 578 человек (на 31 декабря 2010 года). Занимает площадь 25,10 км².